# Michaił Czernow
Michaił Jurjewicz Czernow (ros. Михаил Юрьевич Чернов; ur. 11 listopada 1978 w Prokopjewsku) – rosyjski hokeista.

## Kariera klubowa
- Torpedo Jarosław (1996–1998)
- Philadelphia Phantoms (1998–2001)
- Łokomotiw Jarosław (2001)
- Spartak Moskwa (2001–2002)
- Ak Bars Kazań (2002)
- Spartak Moskwa (2002–2003)
- Mietałłurg Nowokuźnieck (2003–2005)
- SKA Sankt Petersburg (2005–2007)
- Saławat Jułajew Ufa (2007–2009)
- Sibir Nowosybirsk (2009–2011)
- Spartak Moskwa (2011)
- Witiaź Czechow (2011–2012)
- Mietałłurg Nowokuźnieck (2013)

Wychowanek Szachtara Prokopiewsk. W sezonie 2012/2013 nie występował. Od połowy 2013 zawodnik Mietałłurga Nowokuźnieck. Zwolniony 20 grudnia 2013.

## Sukcesy
Reprezentacyjne
- Srebrny medal mistrzostw świata juniorów do lat 20: 1998

Klubowe
- Złoty medal mistrzostw Rosji: 1997 z Torpedo Jarosław i 2008 z Saławatem Jułajew Ufa